# Omegaverse

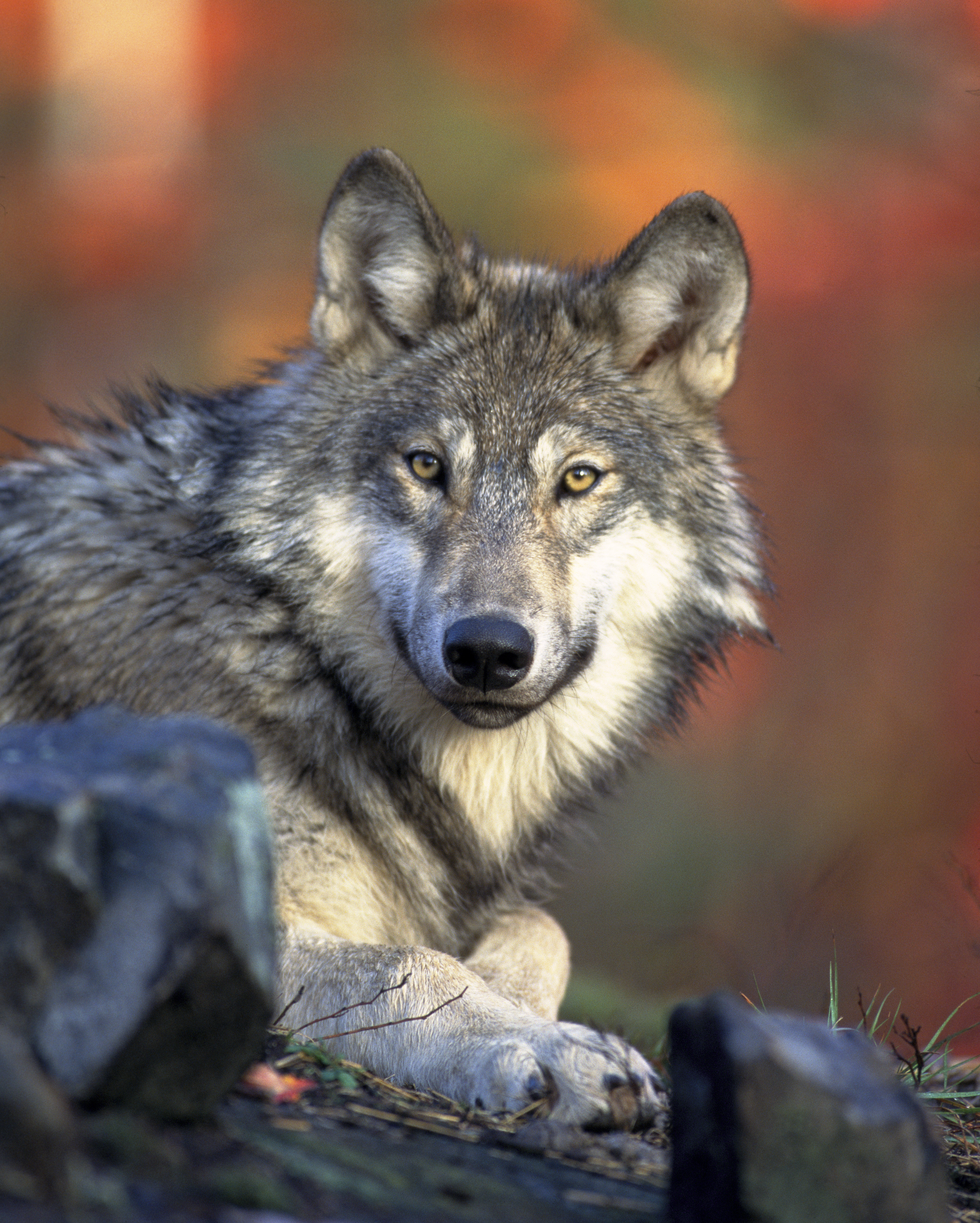
In het omegaverse-genre wordt het bestaan van een dominantiehiërarchie onder mensen verondersteld, zoals het geval is bij wolven en hondachtigen.

Omegaverse ook bekend als A/B/O of α/β/Ω, is een subgenre van erotisch-speculatieve fictie. Het genre omvat verhalen die zich afspelen in een fictieve wereld of een parallel universum met daarin een dominantiehiërarchie. Deze hiërarchie doet zich voor onder mensen, wolvenwisselaars, en andere gedaantewisselaars. De hiërarchie bestaat uit: alfa's (dominanten); bèta's (neutralen); en omega's (onderdanigen). De hiërarchie bepaalt hoe individuen met elkaar omgaan in romantisch, erotisch en seksueel opzicht. Verhalen in dit genre hebben vaak twee of meer mannelijke protagonisten, het betreffen vaak homoseksuele relaties. Vandaar dat omegaverse-verhalen soms ook wel worden geschaard onder het grotere Boys' love-genre vaak ook afgekort als BL-genre. Diverse werken gepubliceerd vanaf de jaren '60 zouden kunnen worden geschaard onder het omegaverse-subgenre dat echter pas formeel ontstond in de jaren '10 van de 21e eeuw. Het ontstond als subgenre van slash-fanfictie; als een fusie van elementen uit weerwolffictie en het subgenre rond mannelijke zwangerschappen.

## Naamgeving

### Etymologie:Omegaverse
De naam omegaverse is een samenstelling in het Engels van de woorden omega en universe, respectievelijk de laatste letter van het Grieks alfabet en de Engelse cognaat van het Latijnse universum. 

### Secundaire geslachten
De namen voor de secundaire geslachten in de omegaverse zijn afgeleid van het Grieks alfabet. Αα is de eerste letter; Ββ is de tweede letter; en Ωω is de 24e en tevens laatste letter. De beoogde maatschappelijke status van de verschillende groepen mensen in de omegaverse is vernoemd naar de eerder genoemde letters in het Grieks alfabet. Alfa's staan aan de top van de hiërarchie en omega's staan helemaal onderaan.

### A/B/OversusOmegaverse
Hoewel de termen "A/B/O" en "omegaverse" vaak door elkaar worden gebruikt, verwijst de eerste meestal enkel naar de seksuele dynamiek, terwijl de tweede de voorkeur krijgt wanneer het verhaal zich afspeelt in een nieuwe ideële wereld. Sommige auteurs vermijden de term "A/B/O" vanwege de gelijkenis met de pejoratieve term abo, een racistische term in het Engels die wordt gebruikt als term voor het volk van de "Aboriginals" in Australië.

### Schrijfwijze
De Griekse letters α en Ω, die worden gebruikt om onderscheid te maken tussen alfa's en omega's, worden consequent op dezelfde wijze gebruikt: Alfa [α] als een kleine letter en omega [Ω] als een hoofdletter.

## Fysiologische kenmerken

### Secundaire geslachten
Personages in het omegaverse-genre worden doorgaans ingedeeld middels een primair geslacht: man of vrouw, bepaald door uitwendige geslachtsorganen, en een secundair geslacht dat zich manifesteert tijdens de puberteit en wordt bepaald door het inwendige voortplaningssysteem. Het secundaire geslacht is meestal een van de volgende:
- Alfa (α): sociaal dominant, fysiek stevig gebouwd, opvliegend van aard en van nature een leider;

- Bèta (β): een “gewoon” mens. Soms iemand met een combinatie van alfa- en omega-eigenschappen;

- Omega (Ω): onderdanig en zachtaardig, kalm en bemiddelend van aard.

In het omegaverse-genre komen in sommige verhalen ook nog verdere secundaire geslachten voor, te weten: Delta (Δ/δ), Gamma (Γ/γ), en Sigma (Σ/σ/ς). De anatomische en sociale kenmerken van deze secundaire geslachten kunnen sterk verschillen per auteur en per verhaal, hierdoor kan geen duidelijke richtlijn worden gegeven voor eender van deze secundaire geslachten.

### Dierlijke overeenkomsten
Op het gebied van seksualiteit en seksuele interactie vertonen personages frequent gedrag dat kan worden geassocieerd met wolven of andere hondachtigen, dat kan worden bestempeld als instinctief. Dit omvat onder andere bronst- en loopsheidcycli, feromoonaantrekking tussen alfa’s en omega’s. Personages vertonen fysieke kenmerken als penissen met een zwelling aan de basis (de zogenaamde "knot") die de partner tijdens de paring fysiek verankert. Vrouwen met een opgezwollen clitoris of een vrouwenpenis, vergelijkbaar met Hyena's.  Tevens is er soms sprake van geurmarkering, inprenting, voortplanting, paringsrituelen, roedelstructuren en mentale banden met een partner.

### HeatenRut

#### Heat
Heat is de Engelse benaming voor een cyclus waar omega's periodiek mee te maken krijgen. Zij ervaren dan periodes waarin ze extra gevoelig zijn voor alfa's, zo'n periode wordt heat (hitte) genoemd en is losjes vergelijkbaar met loopsheid, zoals dit ook het geval is bij wolven en honden. Omega's die hitte ervaren zijn onaflatend seksueel opgewonden, hun verlangen naar een alfa beheerst op dat moment hun hele leven. Soms, wordt deze zucht vergeleken met de pon farr die Vulcans ervaren; een fictief buitenaards ras uit het Star Trek-universum.  Omega's scheiden dan een natuurlijk glijmiddel af middels klieren in de vagina en/of de anus, slick genaamd, om geslachtsgemeenschap te faciliteren. Omega's in hitte stoten feromonen uit die hun status als omega en hun verhoogde hormoonspiegel verraden. Alfa's die in contact komen met omega's — die op dat moment hitte ervaren — reageren sterk op deze 'hitte' en worden bronstig, vaak wordt het Engelse 'rut' gebruikt. In diverse verhalen proberen omega's hun heat te onderdrukken met medicatie. De frequentie, duratie, en intensiteit van zo'n hitte-episode wordt bepaalt door de auteur. Vaak wordt de aantrekkingskracht tussen de alfa en de omega als oorzaak beschouwd voor de intensiteit van de heat.

#### Rut
De rut is de Alfa's versie van de heat.  Het is eveneens een fysiologische hormoonschommeling maar is zeker niet per se periodiek. Een alfa in rut (bronstig) is agressiever en dominanter dan normaal. Rut wordt doorgaans uitgelokt door de heat van een omega. Het is enigszins vergelijkbaar met de bronst van hertachtigen. Een alfa die bronstig wordt stoot ook feromonen uit en dit werkt als een katalysator op de omega. Maar de rut kan ook als een periodieke episode zich voordoen. Tijdens de rut is de alfa opgewonden en zoekt dan naar een ongemarkeerde en vrije omega.

### Zwangerschappen
In de omegaverse kunnen omegamannen óók zwanger worden. Meestal kunnen zij enkel worden bevrucht door zowel een alfaman als door een bètaman. Alfavrouwen kunnen alleen worden bevrucht door een alfaman. Bètavrouwen kunnen worden bevrucht door zowel alfamannen als bètamannen. Omegamannen kunnen helemaal niemand bevruchten, zij kunnen wel worden bevrucht. Hierbij moet worden opgemerkt dat er diverse werken zijn in het omegaverse-genre waarin de auteur van deze richtlijnen afwijkt en waarin zelfs alfavrouwen omegamannen kunnen bevruchten.
|          | Wordt bevrucht | Wordt bevrucht | Wordt bevrucht | Wordt bevrucht | Wordt bevrucht | Wordt bevrucht | Wordt bevrucht |
| -------- | -------------- | -------------- | -------------- | -------------- | -------------- | -------------- | -------------- |
| Bevrucht |                | ♂ Alfa         | ♀ Alfa         | ♂ Bèta         | ♀ Bèta         | ♂ Omega        | ♀ Omega        |
| Bevrucht | ♂ Alfa         | ❌             | ✔              | ❌             | ✔              | ✔              | ✔              |
| Bevrucht | ♀ Alfa         | ❌             | ❌             | ❌             | ❌             | ❌             | ❌             |
| Bevrucht | ♂ Bèta         | ❌             | ❌             | ❌             | ✔              | ❌             | ✔              |
| Bevrucht | ♀ Bèta         | ❌             | ❌             | ❌             | ❌             | ❌             | ❌             |
| Bevrucht | ♂ Omega        | ❌             | ❌             | ❌             | ❌             | ❌             | ❌             |
| Bevrucht | ♀ Omega        | ❌             | ❌             | ❌             | ❌             | ❌             | ❌             |

### Gedaantewisselaars
In de omegaverse-genre komen onder meer ook verhalen voor waarbij bovennatuurlijkere elementen meespelen, zoals: gedaantewisselaars. Gedaantewisselaars zijn mensen die van gedaante kunnen verwisselen. Dit betreffen bijna altijd personages die in één bepaald dier kunnen veranderen. Veel voorkomende dieren waarin gedaantewisselaars kunnen wisselen zijn: wolven, beren, leeuwen, en luipaarden. Gedaantewisselaars kunnen van hun menselijke gedaante wisselen in hun dierlijke gedaante wanneer zij dit willen. Dit in tegenstelling tot weerwolven wier gedaantewisseling wordt uitgelokt door de volle maan.

### Merking
Merking, of marking in het Engels, is wanneer een alfa en een omega tot een verbond komen. De alfa zal dan de omega merken middels een beet tussen de nek en de schouder. Wanneer de merking heeft plaatsgevonden is de omega gemerkt' of gemarkeerd. Deze band is doorgaans permanent en moeilijk breekbaar. In sommige verhalen gebeurt het echter wel dat de merkingsband wordt gebroken, hetzij met opzet, hetzij door het overlijden van dan wel de alfa, dan wel de omega.

## Genrekenmerken

### Kastenstelsel
Sommige werken introduceren een rigide kastenstelsel, waarin alfa’s de maatschappelijke bovenklasse vormen en omega’s onderaan de hiërarchie staan en te maken krijgen met discriminatie en onderdrukking vanwege hun fysiologie — een vorm van biologisch determinisme. In duisterdere verhalen leidt dit tot onvrijwillige seksuele handelingen of seksuele handelingen waarbij de instemming onduidelijk blijft. In dit type verhalen zijn gedwongen zwangerschappen, ontvoeringen van omega’s, en seksuele slavernij niet ongewoon.

### Anomalieën
Sommige werken keren de gebruikelijke conventies om, bijvoorbeeld door relaties tussen alfa’s te beschrijven; omega’s die hun geur maskeren met chemisce feromonen om alfa's op een afstand proberen te houden; of dominante omega’s en onderdanige alfa’s. Dergelijke niet-traditionele koppels komen vooral vaak voor in Japanse omegaverse-verhalen.

### Homoseksualiteit
Omegaverse-verhalen richten zich meestal op mannelijke homoseksuele koppels, bijna altijd relaties tussen alfa's en omega's. Hoewel heteroseksuele verhalen ook voorkomen in de omegaverse, vormen deze een minderheid. In 2013 was ongeveer 10% van de verhalen op het fanfictieplatform Archive of Our Own (AO3) getagd als man/vrouw.

## Genre en variaties binnen het genre
De omegaverse zou, volgens de conventies van de Bulgaars-Franse auteur en filosoof Tzvetan Todorov, als fantasy kunnen worden beschouwd, maar vanwege de gedetailleerde en gestandaardiseerde kenmerken zou het ook als een literair genre op zichzelf kunnen gelden. Aangezien de omegaverse functioneert als een vorm van folksonomie worden bepaalde elementen naar inzicht van de auteur toegevoegd of weggelaten. In sommige verhalen ontbreken beta’s volledig, of worden extra categorieën toegevoegd zoals delta’s en gamma’s. Het genre bevat vaak andere fantasyelementen, zoals gedaantewisselaars die veranderen in weerwolven of ander bovennatuurlijke wezens.

## Kritiek
Het omegaverse-genre beslaat verhalen over machtsdynamiek in erotische en romantische relaties. Een duidelijke parallel kan worden getrokken met BDSM. Doordat er sprake is van machtsverhoudingen is er ook kritiek op het genre. Het genre wordt beticht van ondertonen van misogynie en homofobie, omdat er in gemaskeerde vorm heteronormatieve en traditionele relaties worden geportretteerd. Alfa's worden geassocieerd met mannelijkheid en dominantie. Terwijl omega's worden geassocieerd met vrouwelijkheid en onderdanigheid. Alfa's en omega's zijn in veel verhalen ook fysiek verschillend van elkaar zoals dit ook het geval is tussen mannen en vrouwen. Vrouwelijke alfa's worden soms voorgesteld met zowel vrouwelijke als mannelijke geslachtskenmerken. Volgens critici versterkt dit het stereotype over mannelijkheid en de veronderstelde zwakheid van vrouwen wanneer het gaat over de onderdanige omega's. Hierdoor zouden tevens homoseksuele relaties in de omegaverse worden gereduceerd tot façades van heteroseksuele clichés waarbij vrouwenleed wordt geapproprieerd en gefetisjeerd. De termen alpha, beta en omega zijn volgens de critici gebaseerd op een achterhaalde theorie over wolvenhiërarchieën. In veel verhalen zijn seksueel grensoverschrijdend gedragingen en zelfs verkrachting genormaliseerd of erotisch gemaakt, dit met name in het geval van omega-personages.